# Primera División 1966/67
Die Primera División 1966/67 war die 36. Spielzeit der höchsten spanischen Fußballliga. Sie startete am 10. September 1966 und endete am 23. April 1967.

## Vor der Saison
- Als Titelverteidiger ging der fünffache Meister Atlético Madrid ins Rennen. Letztjähriger Vizemeister wurde Real Madrid.
- Aufgestiegen aus der Segunda División sind Deportivo La Coruña, Hércules Alicante und FC Granada.

## Vereine
| Verein              | Stadt      | Stadion                       |
| ------------------- | ---------- | ----------------------------- |
| Hércules Alicante   | Alicante   | Camp de La Viña               |
| CF Barcelona        | Barcelona  | Camp Nou                      |
| Español Barcelona   | Barcelona  | Estadi Sarrià                 |
| Atlético Bilbao     | Bilbao     | Estadio San Mamés             |
| FC Córdoba          | Córdoba    | Estadio Arcángel              |
| FC Elche            | Elche      | Camp de Altabix               |
| FC Granada          | Granada    | Estadio des Los Cármenes      |
| Deportivo La Coruña | La Coruña  | Estadio Riazor                |
| UD Las Palmas       | Las Palmas | Estadio Insular               |
| Real Madrid         | Madrid     | Estadio Santiago Bernabéu     |
| Atlético Madrid     | Madrid     | Estadio Manzanares            |
| FC Pontevedra       | Pontevedra | Estadio Municipal de Pasarón  |
| CE Sabadell         | Sabadell   | Estadio Cruz Alta             |
| Real Saragossa      | Saragossa  | La Romareda                   |
| FC Sevilla          | Sevilla    | Estadio Ramón Sánchez Pizjuán |
| FC Valencia         | Valencia   | Estadio Mestalla              |

## Abschlusstabelle
| Pl. | Verein                  | Sp. | S  | U  | N  | Tore    | Diff. | Punkte |
| --- | ----------------------- | --- | -- | -- | -- | ------- | ----- | ------ |
| 1.  | Real Madrid             | 30  | 19 | 9  | 2  | 058:220 | +36   | 47:13  |
| 2.  | CF Barcelona            | 30  | 20 | 2  | 8  | 058:290 | +29   | 42:18  |
| 3.  | Español Barcelona       | 30  | 15 | 7  | 8  | 050:400 | +10   | 37:23  |
| 4.  | Atlético Madrid (M)     | 30  | 14 | 7  | 9  | 057:300 | +27   | 35:25  |
| 5.  | Real Saragossa (P)      | 30  | 14 | 6  | 10 | 051:500 | +1    | 34:26  |
| 6.  | FC Valencia             | 30  | 14 | 4  | 12 | 058:370 | +21   | 32:28  |
| 7.  | Atlético Bilbao         | 30  | 11 | 9  | 10 | 043:360 | +7    | 31:29  |
| 8.  | CE Sabadell             | 30  | 11 | 8  | 11 | 035:380 | −3    | 30:30  |
| 9.  | FC Elche                | 30  | 9  | 9  | 12 | 041:500 | −9    | 27:33  |
| 10. | FC Pontevedra           | 30  | 9  | 9  | 12 | 028:320 | −4    | 27:33  |
| 11. | UD Las Palmas           | 30  | 8  | 10 | 12 | 032:380 | −6    | 26:34  |
| 12. | FC Córdoba              | 30  | 9  | 8  | 13 | 028:440 | −16   | 26:34  |
| 13. | FC Sevilla              | 30  | 9  | 7  | 14 | 028:470 | −19   | 25:35  |
| 14. | FC Granada (N)          | 30  | 8  | 7  | 15 | 032:460 | −14   | 23:37  |
| 15. | Hércules Alicante (N)   | 30  | 6  | 8  | 16 | 032:600 | −28   | 20:40  |
| 16. | Deportivo La Coruña (N) | 30  | 7  | 4  | 19 | 025:570 | −32   | 18:42  |

Platzierungskriterien: 1. Punkte – 2. Direkter Vergleich (Punkte, Tordifferenz, geschossene Tore) – 3. Tordifferenz – 4. geschossene Tore

| (M) | amtierender Meister              |
| (P) | amtierender Pokalsieger          |
| (N) | Neuaufsteiger der letzten Saison |

## Kreuztabelle
| 1966/67             | Real Madrid | CF Barcelona | Español Barcelona | Atlético Madrid | Real Saragossa | FC Valencia | Atlético Bilbao | CE Sabadell | FC Elche | FC Pontevedra | UD Las Palmas | FC Córdoba |     | FC Granada | Hércules Alicante | Deportivo La Coruña |
| ------------------- | ----------- | ------------ | ----------------- | --------------- | -------------- | ----------- | --------------- | ----------- | -------- | ------------- | ------------- | ---------- | --- | ---------- | ----------------- | ------------------- |
| Real Madrid         |             | 1:0          | 1:1               | 2:1             | 3:1            | 4:2         | 4:0             | 5:0         | 4:1      | 2:0           | 1:1           | 3:0        | 3:0 | 2:0        | 2:1               | 2:0                 |
| CF Barcelona        | 2:1         |              | 3:1               | 3:2             | 2:1            | 2:1         | 3:1             | 2:0         | 3:0      | 0:1           | 2:1           | 4:1        | 5:0 | 3:0        | 4:1               | 5:0                 |
| Español Barcelona   | 2:3         | 2:0          |                   | 1:0             | 2:1            | 2:1         | 2:1             | 4:1         | 3:0      | 2:2           | 1:1           | 2:1        | 3:1 | 1:0        | 4:1               | 3:2                 |
| Atlético Madrid     | 2:2         | 0:1          | 5:1               |                 | 0:0            | 1:1         | 3:1             | 3:0         | 5:2      | 3:1           | 2:1           | 2:0        | 3:0 | 2:0        | 7:2               | 4:0                 |
| Real Saragossa      | 2:1         | 0:1          | 2:0               | 2:2             |                | 3:1         | 1:1             | 1:0         | 1:0      | 1:0           | 4:1           | 3:0        | 2:1 | 4:1        | 2:0               | 5:1                 |
| FC Valencia         | 0:0         | 3:0          | 2:1               | 0:2             | 6:0            |             | 1:0             | 6:1         | 5:0      | 3:0           | 2:1           | 3:1        | 3:0 | 3:0        | 4:0               | 5:1                 |
| Atlético Bilbao     | 0:0         | 0:0          | 1:3               | 1:0             | 2:3            | 2:1         |                 | 1:1         | 2:1      | 2:1           | 3:0           | 3:0        | 6:0 | 2:1        | 0:0               | 4:0                 |
| CE Sabadell         | 1:1         | 2:0          | 0:1               | 0:0             | 3:2            | 3:0         | 1:0             |             | 0:0      | 3:0           | 1:1           | 3:0        | 1:0 | 1:0        | 5:2               | 3:0                 |
| FC Elche            | 1:1         | 4:3          | 1:1               | 2:1             | 5:1            | 0:0         | 1:1             | 3:2         |          | 3:1           | 2:1           | 0:0        | 3:0 | 0:1        | 4:0               | 1:3                 |
| FC Pontevedra       | 0:1         | 0:1          | 3:0               | 0:0             | 0:0            | 3:0         | 1:1             | 0:0         | 1:1      |               | 2:3           | 2:1        | 3:0 | 1:0        | 2:1               | 1:0                 |
| UD Las Palmas       | 1:1         | 2:0          | 0:0               | 1:0             | 2:3            | 0:0         | 2:4             | 1:0         | 3:0      | 0:0           |               | 2:1        | 1:2 | 1:1        | 0:1               | 2:0                 |
| FC Córdoba          | 0:1         | 2:1          | 2:0               | 1:0             | 1:1            | 2:1         | 2:0             | 3:2         | 0:0      | 1:0           | 0:0           |            | 3:0 | 2:2        | 1:1               | 1:0                 |
| FC Sevilla          | 0:1         | 0:2          | 1:0               | 1:1             | 3:1            | 1:0         | 1:1             | 0:0         | 3:1      | 0:0           | 2:0           | 4:0        |     | 3:1        | 0:0               | 3:0                 |
| FC Granada          | 1:1         | 1:2          | 0:3               | 2:1             | 6:2            | 3:2         | 1:1             | 2:0         | 2:1      | 1:1           | 0:1           | 1:1        | 0:0 |            | 2:1               | 1:0                 |
| Hércules Alicante   | 0:2         | 1:1          | 3:3               | 2:4             | 1:1            | 4:1         | 1:2             | 0:0         | 1:3      | 1:0           | 2:1           | 1:1        | 2:1 | 2:1        |                   | 0:1                 |
| Deportivo La Coruña | 2:3         | 0:3          | 1:1               | 0:1             | 4:1            | 0:1         | 1:0             | 0:1         | 1:1      | 1:2           | 1:1           | 2:0        | 1:1 | 2:1        | 1:0               |                     |

### Relegation
|               | Gesamt |            | Hinspiel | Rückspiel |
| ------------- | ------ | ---------- | -------- | --------- |
| FC Sevilla    | 2:0    | Real Gijón | 1:0      | 1:0       |
| Betis Sevilla | 3:0    | FC Granada | 2:0      | 1:0       |

## Nach der Saison
Internationale Wettbewerbe
- 1. – Real Madrid – Europapokal der Landesmeister
- 2. – CF Barcelona – Messepokal
- 4. – Atlético Madrid – Messepokal
- 5. – Real Saragossa – Messepokal
- 7. – Atlético Bilbao – Messepokal
- Gewinner der Copa del Rey – FC Valencia – Europapokal der Pokalsieger

Absteiger in die Segunda División
- 14. – FC Granada
- 15. – Hércules Alicante
- 16. – Deportivo La Coruña

Aufsteiger in die Primera División
- Real Sociedad
- CD Málaga
- Betis Sevilla

## Pichichi-Trophäe
Die Pichichi-Trophäe wird jährlich für den besten Torschützen der Spielzeit vergeben.
| Pl. | Nat.           | Spieler             | Verein            | Tore |
| --- | -------------- | ------------------- | ----------------- | ---- |
| 1   | Brasilien 1960 | Waldo               | FC Valencia       | 24   |
| 2   | Spanien 1945   | Eleuterio Santos    | Real Saragossa    | 15   |
| 3   | Spanien 1945   | Marcelino Martínez  | Real Saragossa    | 13   |
| 4   | Spanien 1945   | José García Lavilla | Español Barcelona | 12   |
| 5   | Spanien 1945   | Luis Aragonés       | Atlético Madrid   | 11   |
|     | Spanien 1945   | Francisco Gento     | Real Madrid       | 11   |

## Die Meistermannschaft von Real Madrid
| 1.          | Real Madrid |
| Real Madrid | - Tor: Antonio Betancort (22/-); José Araquistain (8/-) - Abwehr: Pedro de Felipe (23/-); Manuel Sanchís (23/-); Antonio Calpe (19/1); Pachín (13/-); Fernando Zunzunegui (6/-); Vicente Miera (5/-) - Mittelfeld: Pirri (27/7); Manuel Velázquez (26/3); Ignacio Zoco (26/-); Félix Ruiz (20/5); González Ruiz (5/-); Juanito (2/-) - Sturm: Amancio (25/7); Ramón Grosso (24/10); Francisco Gento (20/11); José Veloso (16/9); Fernando Serena (11/1); Manuel Bueno (6/2); Fernand Goyvaerts (3/1) - Trainer: Miguel Muñoz |